# 沢風富治
沢風 富治（さわかぜ とみじ、1936年5月12日 - 1998年6月12日）は、秋田県山本郡琴丘町（現三種町）出身で花籠部屋に所属した元大相撲力士。本名は宮田 富治（みやた とみじ）。176cm、103kg。最高位は西十両2枚目。得意技は左四つ、寄り。

## 経歴
1954年3月場所に初土俵。新序で好成績を残したため、翌5月場所では序ノ口を飛び越えて序二段に昇進した。その後も好成績を挙げ続け、1959年1月場所に十両昇進。その場所は4勝11敗と負け越し、1場所で幕下へ陥落した。1960年3月場所で再度十両に昇進すると、十両に定着する。十両を計40場所務めたが、幕内へ昇進することはできず、1966年9月場所には幕下へ陥落。1967年3月場所限りで廃業。

## その他
- 1960年11月場所鳴門海、1961年3月金ノ花、羽子錦、信夫竜、清ノ森（3日連続）、1961年5月荒岐山、羽子錦戦で幕内の土俵に上がった。
- 十両在位40場所は最高位十両の力士としては魄龍の47場所についで歴代2位である。

## 主な成績
- 通算成績：420勝419敗8休 勝率.501
- 十両成績：280勝315敗5休 勝率.471
- 現役在位：72場所
- 十両在位：40場所
- 各段優勝
  - 幕下優勝：1回（1958年9月場所）

### 場所別成績
| | 一月場所 初場所（東京） | 三月場所 春場所（大阪） | 五月場所 夏場所（東京） | 七月場所 名古屋場所（愛知） | 九月場所 秋場所（東京） | 十一月場所 九州場所（福岡） |
| --- | ----------------------- | ----------------------- | ----------------------- | --------------------------- | ----------------------- | --------------------------- |
| 1954年 （昭和29年） | x                       | 新序 3–0                | 東序二段48枚目 6–2      | x                           | 東序二段21枚目 4–4      | x                           |
| 1955年 （昭和30年） | 東序二段11枚目 6–2      | 西三段目54枚目 5–3      | 西三段目37枚目 3–5      | x                           | 西三段目40枚目 4–4      | x                           |
| 1956年 （昭和31年） | 東三段目36枚目 4–4      | 西三段目32枚目 4–4      | 東三段目28枚目 4–4      | x                           | 西三段目24枚目 5–3      | x                           |
| 1957年 （昭和32年） | 東三段目12枚目 4–4      | 東三段目13枚目 6–2      | 東幕下70枚目 5–3        | x                           | 東幕下55枚目 6–2        | 西幕下39枚目 3–5            |
| 1958年 （昭和33年） | 東幕下45枚目 5–3        | 東幕下41枚目 5–3        | 西幕下36枚目 5–3        | 東幕下27枚目 4–4            | 西幕下26枚目 優勝 8–0   | 東幕下筆頭 5–3              |
| 1959年 （昭和34年） | 東十両23枚目 4–11       | 東幕下6枚目 3–5         | 東幕下11枚目 4–4        | 西幕下9枚目 6–2             | 西幕下3枚目 5–3         | 東幕下2枚目 4–4             |
| 1960年 （昭和35年） | 西幕下3枚目 5–3         | 西十両18枚目 8–7        | 西十両13枚目 10–5       | 東十両7枚目 7–8             | 西十両7枚目 9–6         | 西十両2枚目 6–9             |
| 1961年 （昭和36年） | 西十両5枚目 9–6         | 西十両2枚目 7–8         | 東十両3枚目 5–10        | 西十両8枚目 5–10            | 東十両15枚目 8–7        | 東十両10枚目 6–4–5          |
| 1962年 （昭和37年） | 東十両13枚目 6–9        | 東十両16枚目 6–9        | 西十両18枚目 8–7        | 西十両14枚目 7–8            | 西十両15枚目 8–7        | 東十両13枚目 7–8            |
| 1963年 （昭和38年） | 西十両14枚目 8–7        | 西十両10枚目 7–8        | 西十両11枚目 9–6        | 西十両9枚目 6–9             | 西十両13枚目 8–7        | 西十両12枚目 8–7            |
| 1964年 （昭和39年） | 西十両6枚目 5–10        | 東十両13枚目 9–6        | 東十両9枚目 8–7         | 東十両9枚目 7–8             | 西十両10枚目 7–8        | 西十両10枚目 6–9            |
| 1965年 （昭和40年） | 東十両14枚目 8–7        | 西十両9枚目 6–9         | 西十両13枚目 9–6        | 西十両5枚目 6–9             | 西十両9枚目 8–7         | 西十両6枚目 4–11            |
| 1966年 （昭和41年） | 東十両17枚目 9–6        | 東十両11枚目 6–9        | 西十両15枚目 8–7        | 東十両15枚目 2–13           | 西幕下6枚目 4–3         | 西幕下4枚目 2–5             |
| 1967年 （昭和42年） | 西幕下14枚目 2–5        | 西幕下26枚目 引退 1–3–3 | x                       | x                           | x                       | x                           |
| 各欄の数字は、「勝ち-負け-休場」を示す。 優勝 引退 休場 十両 幕下 三賞：敢=敢闘賞、殊=殊勲賞、技=技能賞 その他：★=金星 番付階級：幕内 - 十両 - 幕下 - 三段目 - 序二段 - 序ノ口 幕内序列：横綱 - 大関 - 関脇 - 小結 - 前頭（「#数字」は各位内の序列） |                         |                         |                         |                             |                         |                             |

## 改名歴
- 若響（わかひびき）1954年3月場所 - 1956年1月場所
- 澤風 富治（さわかぜ とみじ）1956年3月場所 - 1961年11月場所
- 若登 富治（わかのぼり とみじ）1962年1月場所 - 1962年3月場所
- 沢風 富治（さわかぜ とみじ）1962年5月場所 - 1966年7月場所
- 宮田（みやた）1966年9月場所 - 1967年1月場所
- 澤風（さわかぜ）1967年3月場所